# NGC 4385
NGC 4385 ist eine linsenförmige Galaxie vom Typ Hubble-Sequenz SB0-a im Sternbild Jungfrau. Sie ist rund 91 Millionen Lichtjahre von der Milchstraße entfernt.
Das Objekt wurde am 22. März 1865 von dem deutschen Astronomen Albert Marth entdeckt.

## NGC 4385-Gruppe (LGG 283)
| Galaxie   | Alternativname | Entfernung / Mio. Lj |
| --------- | -------------- | -------------------- |
| NGC 4385  | PGC 40564      | 91                   |
| PGC 39832 | UGC 7396       | 90                   |
| PGC 40329 | MCG +00-32-004 | 88                   |